# Publio Cornelio Cetego (sostenitore di Mario)
Publio Cornelio Cetego (latino: Publius Cornelius Cethegus; fl. 88-78 a.C.) è stato un politico romano della Repubblica, appartenente al ramo dei Cetego della gens Cornelia.
Sostenitore di Gaio Mario, venne proscritto dal suo nemico Lucio Cornelio Silla nell'88 a.C.: dovendo quindi lasciare Roma, si rifugiò in Numidia. Nell'83 a.C. chiese perdono a Silla e poté rientrare in città. Assieme al console Marco Aurelio Cotta, fece conferire il comando supremo sul Mar Mediterraneo e sulle sue coste a Marco Antonio Cretico: i due uomini (Oratore e Cetego) erano simili nel loro carattere inaffidabile, e conducevano entrambi una vita cattiva.